# Медаль Альбрехта Пенка
Медаль Альбрехта Пенка (нем. Albrecht-Penck-Medaille) — научная награда Немецкого союза по изучению четвертичного периода (нем. Deutsche Quartärvereinigung), присуждаемая учёным, внесшим выдающийся вклад в области четвертичной геологии.

## История
Награда названа в честь немецкого учёного Альбрехта Пенка (1858—1945).
Присваивается Комитетом по изучению четвертичного периода немецкоязычных стран.
Лауреатами медали имени А. Пенка становятся учёные опубликовавшие выдающиеся исследования в области изучения четвертичного геологического периода.
В 1978 году медаль была вручена Ирине Константиновне Ивановой за исследования ископаемого человека и перевод на немецкий язык её книги «Геологический возраст ископаемого человека».

## Лауреаты
Лауреаты медали по годам:
- 1958: Анри Брёйль, Franz Firbas[англ.], Rudolf Grahmann[нем.], Raimund von Klebelsberg[нем.], Пауль Вольштедт
- 1962: Knud Jessen[англ.], Владислав Шафер
- 1964: Карл Тролль
- 1966: Ричард Фостер Флинт, Alfred Rust[англ.]
- 1968: Karl Gripp[нем.], Julius Büdel[англ.]
- 1970: Konrad Richter[нем.]
- 1972: André Cailleux[англ.], Waldo Zagwijn
- 1974: Raijmund Galon, Hans Graul[нем.]
- 1978: И. К. Иванова, Gerald Richmond
- 1980: Vojen Loek, Martin Schwarzbach[нем.]
- 1982: Юлиус Финк, Ingo Schaefer, Harry Godwin[англ.]
- 1985: Макс Вельтен, Erich Schönhals
- 1986: Karl Brunnacker[нем.]
- 1988: Aleksis Dreimanis[англ.], Richard Gilbert West[англ.]
- 1990: Lothar Eißmann[нем.], Хельмут Мюллер
- 1992: Ханс Позер[нем.]
- 1994: Arno Semmel[нем.], Хайнц Кливе, Альфред Ян
- 1996: Hans-Jürgen Beug[нем.]
- 1998: Frans Gullentops, Gerd Lüttig[нем.], J. E. Mojski
- 2000: René Handtke, Хельмут Хойбергер[нем.], Samuel Wegmüller
- 2002: Herbert Liedtke, Вернер Шульц[нем.]
- 2004: Karl-Ernst Behre[нем.]
- 2006: Horst Hagedorn[нем.], Mebus A. Geyh
- 2008: Hermann Jerz[нем.], Dirk van Husen
- 2010: Клаус-Дитер Мейер[нем.], Hansjörg Streif[нем.]
- 2012: Christian Schüchter, Чарльз Тёрнер
- 2014: Ruth Drescher-Schneider, Klaus-Dieter Jäger[нем.]